# Девятый Мессия
«Девятый мессия» — девятый студийный альбом рок-группы «Krüger». Был записан и выпущен в 2009 году на студии CD-Maximum.

## Об альбоме
Лидер группы Александр Хамер о создании альбома:

Сама идея идеи возникла года два назад, сюжетная линия прерывается каким-то отвлечённым рассуждением о чём-то. Какая-то легендочка маленькая, либо опять же та же самая притча— Девятый Мессия группы Крюгер - пресс-конференция
Данный альбом состоит из двух составляющих: музыкального альбома и романа притчи (идёт в комплекте с диском).

## Сюжет
Сюжет рок-романа отдалённо напоминает фэнтезийный рассказ «Обитаемый остров», по сути так же является утрированным переложением злободневных событий в некий антиутопический мир. Притча ведётся от лица современника событий, который повествует о ситуации в мире, о двух правительствах одного государства и о неком Лекаре, который был призван поднять на бой не разучившийся думать народ.

## Список композиций
1. Фрагмент 1
2. Девять
3. Фрагмент 2
4. Девятый Мессия
5. Фрагмент 3
6. Великий Обман
7. Фрагмент 4
8. В Пекло
9. Фрагмент 5
10. Ангел
11. Фрагмент 6
12. Доблестная Рать
13. Фрагмент 7
14. Наречённый Изгоем
15. Фрагмент 8
16. Мы Приветствуем!

## Участники записи
- Александр Хамер — гитара-дракон, вокал
- Джина Рок-н-Ролл — турбо-бас, вокал
- Дизель — барабаны-мотоцикл

## Продолжение
Ранее сообщалось что пройдёт презентация романа продолжения «Девятый Мессия, часть вторая: Знак Зверя». Однако на сегодняшний день нет информации по поводу его выхода.